# Sznur funkcyjny

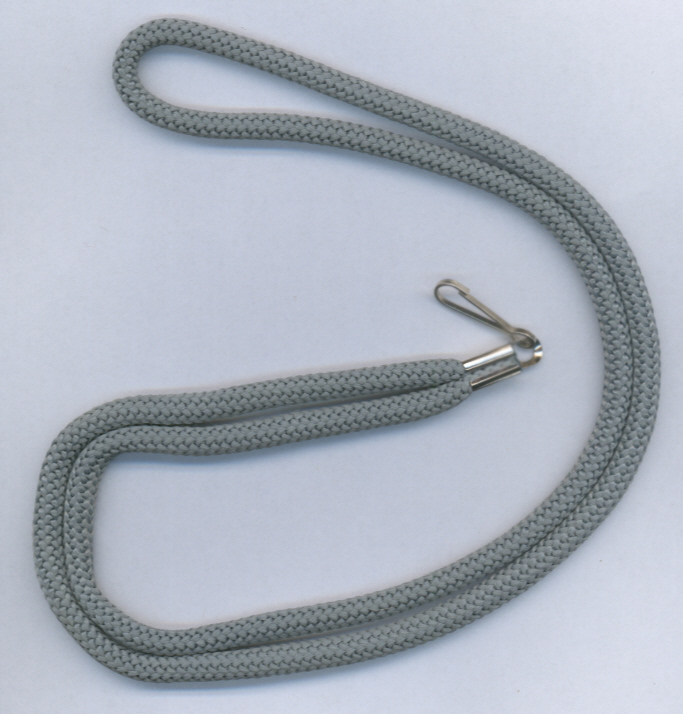
Przykładowy sznur funkcyjny (tutaj: szeregowego)

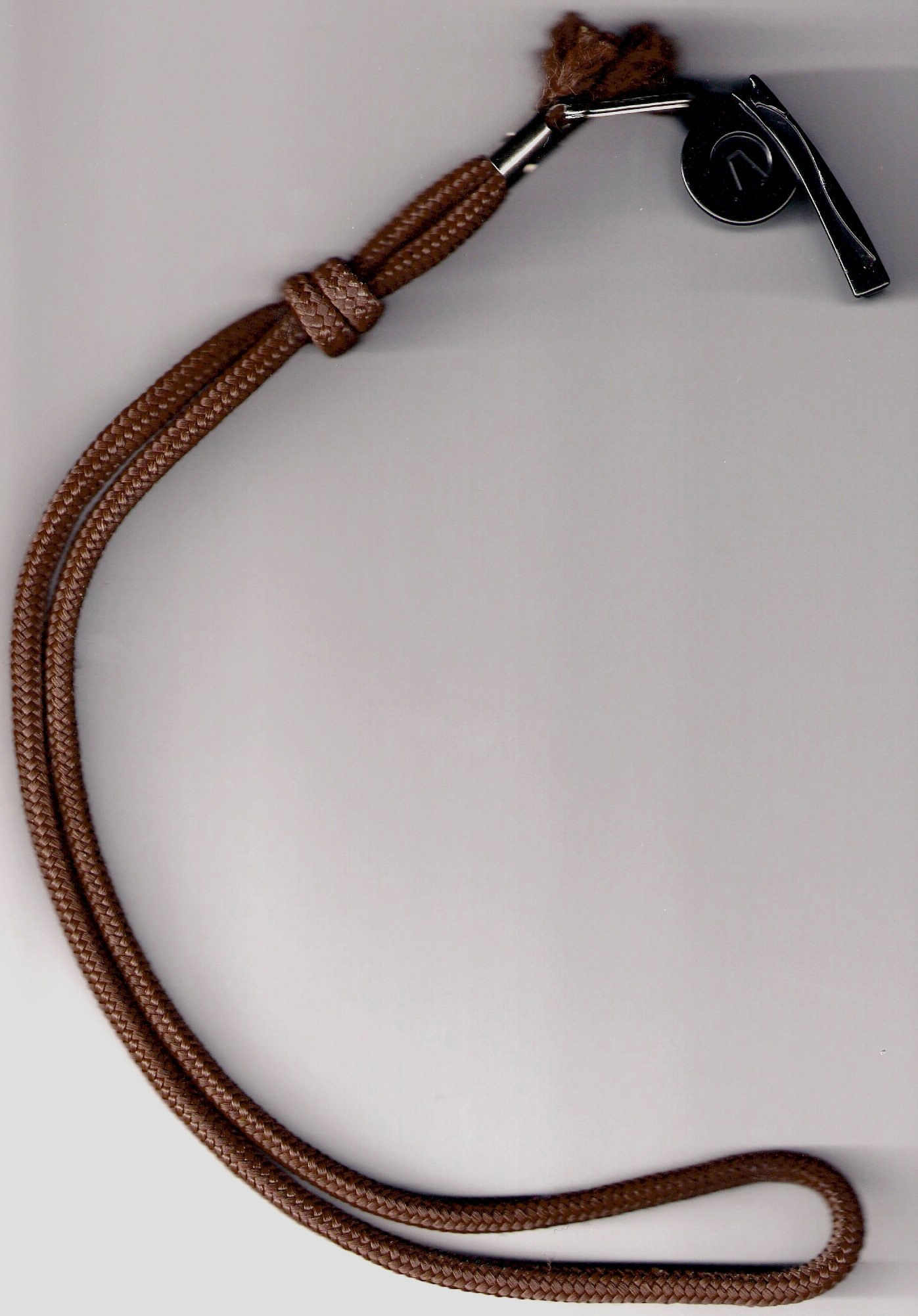
Sznur gładki gotowy do użycia

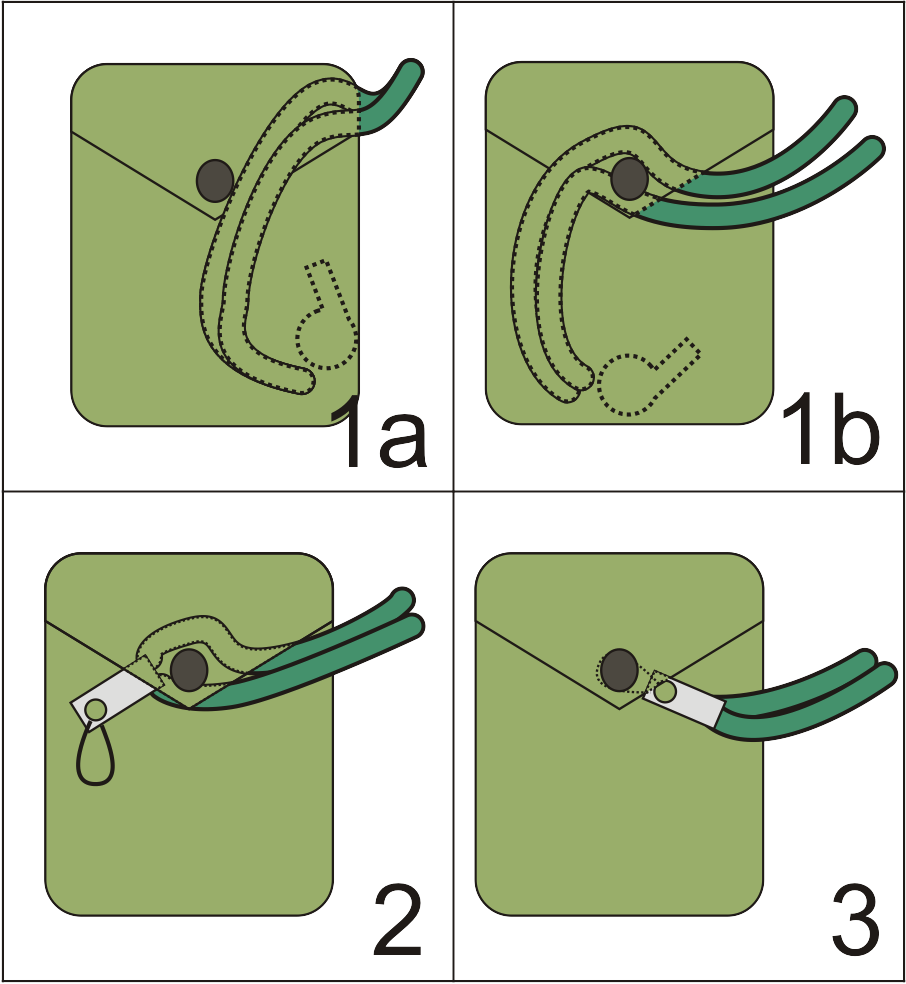
Sposoby mocowania sznura do kieszeni:
1)Do gwizdka…
a) …z ominięciem guzika
b) …i przez guzik
2) Tylko przez guzik
3) Do guzika

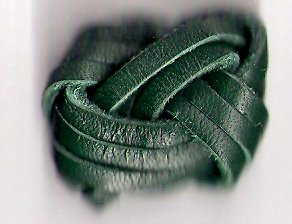
Przykładowy suwak

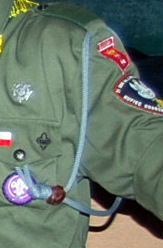
Suwak na sznurze

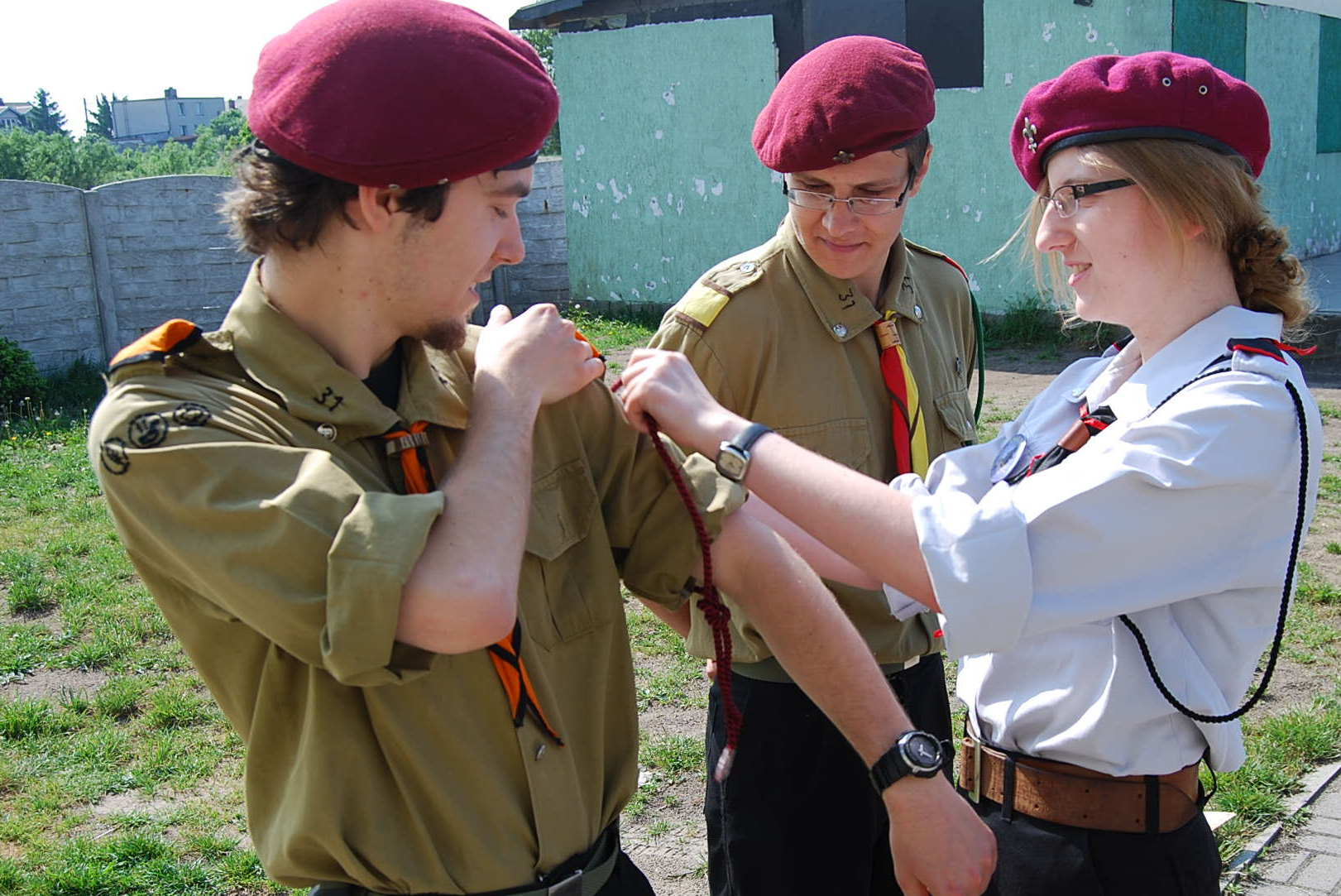
Ceremonia wręczenia sznura funkcyjnego (Organizacja Harcerska „Rodło”)

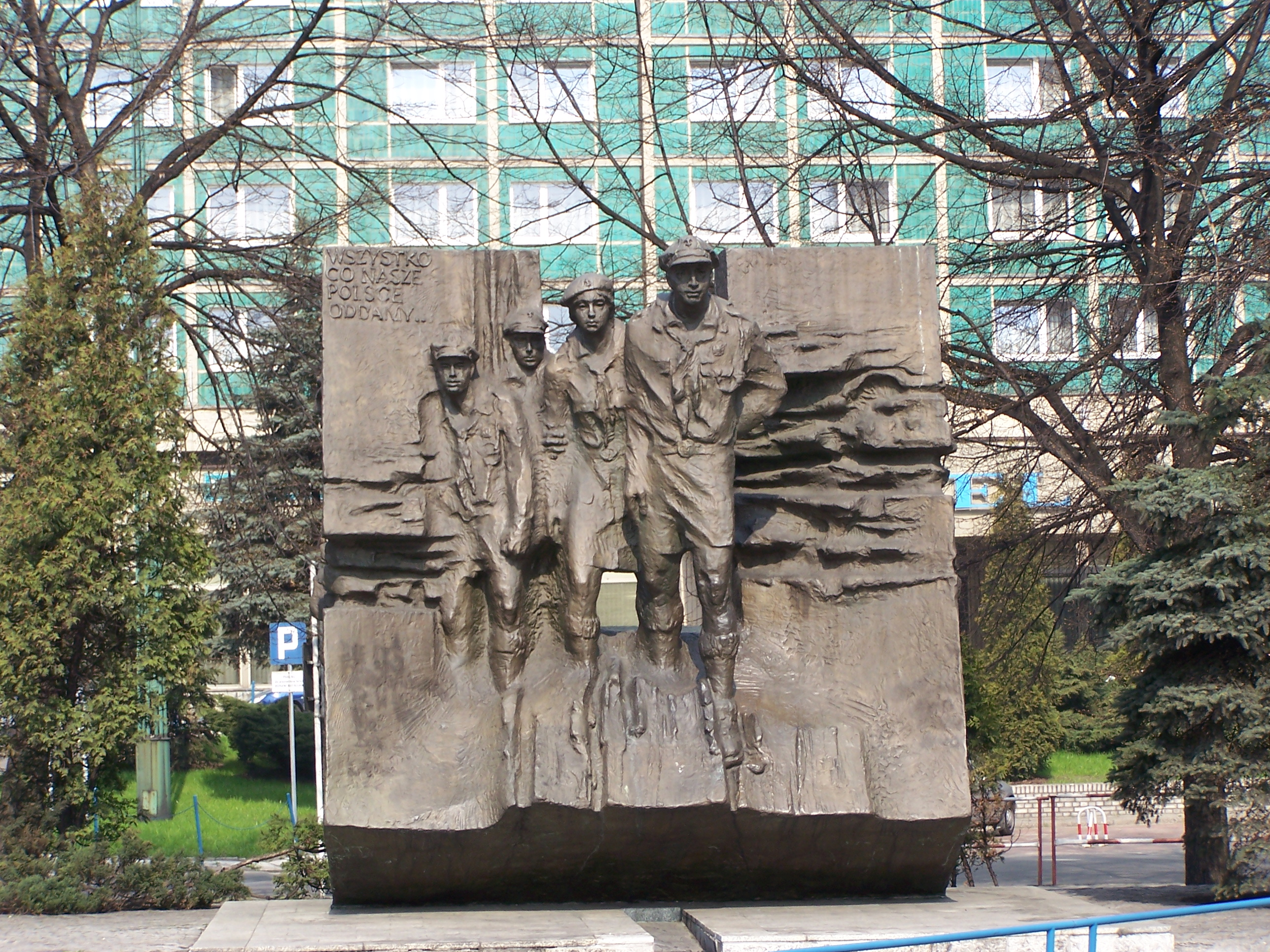
Pomnik harcerzy w Katowicach – na ramionach figur można dostrzec sznury służbowe

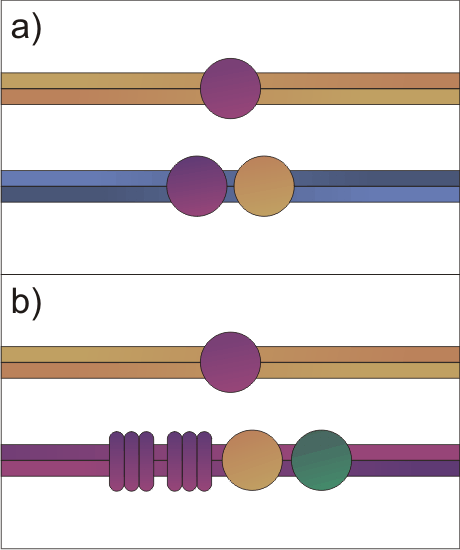
Dwa dopuszczalne sznury dla osób pełniących jednocześnie funkcję członka sądu harcerskiego chorągwi i drużynowego (A) bądź kapelana drużyny (B)

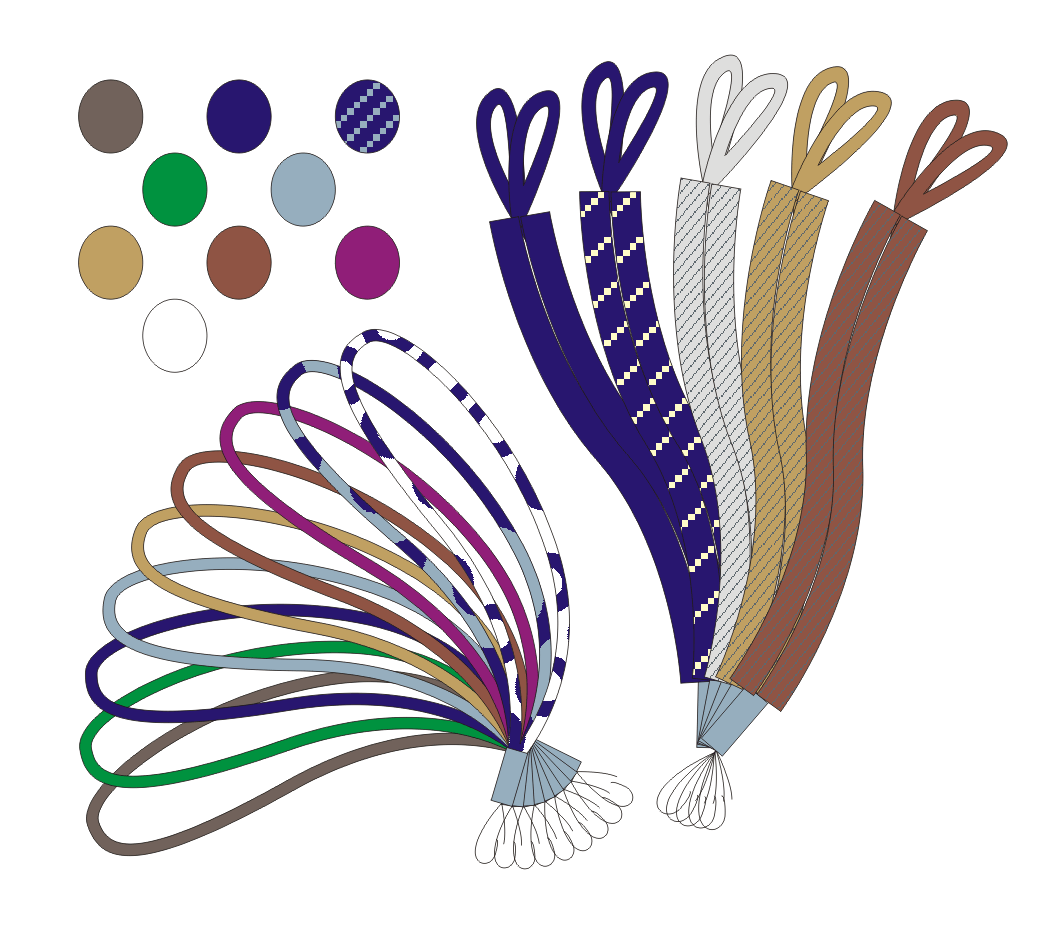
Wszystkie sznury i suwaki używane w ZHP

Sznur funkcyjny (Sznur służbowy) – element umundurowania harcerskiego. Jego kolor, faktura i sposób noszenia świadczą o funkcji, jaką w organizacji pełni członek.

## Geneza
Idea i kolorystyka wywodzi się ze Związków Strzeleckich w Galicji przed I wojną światową, gdzie kolor sznura od gwizdka zastępował w warunkach polowych (bojowych) inne oznaczenia stopnia wojskowego.

## Budowa i używanie

### Budowa sznura
Zazwyczaj sznury funkcyjne mają postać linki o długości 50–90 cm i grubości 0,4 do 1 cm, o końcach skutych za pomocą metalowej blaszki – skuwki, zaopatrzonej w spinkę. Takie sznury nazywa się sznurami gładkimi lub pojedynczymi. Organizacje ogólnopolskie stosują dodatkowo jeszcze dwa inne rodzaje sznurów.
Związek Harcerstwa Rzeczypospolitej wyróżnia sznury plecione. Różnią się one od gładkich fakturą powierzchni, bowiem linki, z których są wykonane, uzyskuje się ze splecenia kilku cieńszych. Z kolei Związek Harcerstwa Polskiego, oprócz gładkich, stosuje sznury poczwórnie plecione (pot. poczwórne), zbudowane z dwóch linek lub pasków skóry mierzących 1–2 m, splecionych ze sobą w taki sposób, że tworzą jednorodną plecionkę, zakończoną z jednej strony dwiema pętelkami, zaś z drugiej – skuwką.
Sznury produkowane masowo przez składnice są linkami o okrągłym przekroju i gładkiej powierzchni. Niektóre środowiska praktykują też własnoręczne plecenie sznura przez osobę zobowiązaną do jego noszenia, maczanego później w naturalnych barwnikach. Sznury takie są zazwyczaj grubsze od masowych, co powoduje niekiedy problemy z ich odróżnieniem od sznurów formalnie plecionych.

### Sposoby noszenia
Metoda założenia sznura jest bardzo ważna, gdyż razem z kolorem i fakturą linki wyraża funkcję, jaką pełni członek. Te same sznury noszone na różne sposoby mogą oznaczać zupełnie inne funkcje. Sznury gładkie i plecione mogą być noszone na mundurze na trzy różne sposoby:
| Spod ramienia                                                                                        | Z ramienia                                                                                                  | Z szyi                                              |
| --- | --- | --------------------------------------------------- |
| | |                                                     |
| pętlę sznura przekłada się przez ramię i zapina pod lewym naramiennikiem, co zapobiega jego zsuwaniu | sznur przymocowuje się do lewego naramiennika tak, że dwie linki zwisają swobodnie z przodu lewego ramienia | przebiega wokół szyi pod kołnierzem, ale na chuście |

Sznur poczwórny można założyć tylko w jeden sposób – przekładając obie pętelki przez lewy naramiennik. Jeśli mundur nie ma naramienników, wszystkie sznury nosi się z szyi. Sznur na bluzie kroju żeglarskiego nosi się pod kołnierzem.
Wolny koniec sznura (ze skuwką) biegnie do lewej kieszeni munduru i jest tam mocowany na różne sposoby:
- Z gwizdkiem – do spinki mocowany jest gwizdek, który razem z końcówką sznura chowa się do kieszeni.
- Przez guzik – guzik kieszeni przekłada się przez pętlę sznura przed zapięciem kieszeni. W zależności od długości sznura skuwka może wtedy pozostawać pod patką lub wystawać spod niej.
- Z gwizdkiem i przez guzik – połączenie dwóch poprzednich metod; w celu wyciągnięcia gwizdka, należy odpiąć patkę; nie ma problemu wystającej skuwki.
- Do guzika – końcówkę sznura przypina się spinką do nóżki guzika.

Sposób mocowania do kieszeni nie jest w żaden sposób regulowany i zależy od środowiska oraz samodzielnej decyzji członka.

### Upinanie sznurów. Suwaki
Sznury pojedyncze i plecione, noszone spod i z ramienia są związane węzłem beczkowym (czasem kilkoma) niedaleko spinki, w 1/4 – 1/5 długości sznura. Dzięki temu, linka jest wygodnie upięta i nie przeszkadza w poruszaniu się. Sznurów poczwórnych i noszonych z szyi nie wiąże się, chyba że mundur nie ma naramienników – wtedy węzeł umieszcza się w rozcięciu kołnierza, a końcówka sznura chowana jest pod bluzę.
Niekiedy również węzły wskazują na funkcję pełnioną przez członka. Stosuje się np. węzły w innym kolorze niż reszta linki. W takim wypadku, beczkę po prostu przyszywa się do reszty linki. Innym znaczącym elementem są suwaki, stosowane w ZHP i ZHR. wykonywane są ze skórzanych plecionek, których końce połączone są metalowym nitem. Zakłada się je na całą pętlę, wtedy nie ma potrzeby wiązania sznura, albowiem suwak utrzymuje sznur w wygodnej formie.
Węzłów i suwaków noszonych na jednym sznurze może być więcej. Wtedy nie ma znaczenia kolejność, ale ilość węzłów i tych samych suwaków. Niektóre środowiska hołdują zasadzie, że zamiast nosić na sznurze suwak o tym samym kolorze co linka, dowiązuje się jeszcze jeden węzeł.

### Używanie sznurów
Sznur funkcyjny jest noszony przez osoby mające odpowiednią funkcję. Rodzaj, sposób noszenia i kolorystyka odpowiadające danej funkcji są definiowane przez regulaminy organizacji harcerskich.
Sznur jest oznaką godności i służby, dlatego wiele środowisk buduje wokół niego odpowiednią obrzędowość, tak jak ceremonie nadawania, przekazywania czy zdawania, związane bezpośrednio z obejmowaniem bądź zdawaniem funkcji. Znaną praktyką jest, że szefowie jednostek przekazują sznury swoim następcom, co podkreśla ich więź. Sznurów nie nosi się do ubrań cywilnych.
Oprócz znaczenia symbolicznego, sznury mają wartość praktyczną. Niekiedy przydają się one podczas zajęć lub pionierki, a także pozwalają na szybkie skorzystanie z gwizdka.

#### Szary sznur
Jeszcze przed zmianą regulaminu mundurowego ZHP w 2005 roku (podobnie jak wcześniej w ZHR) sznur szary został celowo usunięty, zgodnie z ideą, że szeregowy nie jest funkcją oraz w celu uproszczenia munduru. W zapisach regulaminu mundurowego ZHP pozostawiono go jako „nosiciela” suwaków oznaczających niektóre funkcje w zastępie, szczepie i związku drużyn (pkt 6.1 a, e, h). Mimo to niektóre środowiska twierdzą, że szeregowi też mają prawo nosić sznur, choć nie mają funkcji, choćby ze względów tradycyjnych. Ostatecznie przyjmuje się, że szare sznury mogą być używane jako element obrzędowości. Szare sznury są obecne również w pozostałych (poza ZHP i ZHR) organizacjach harcerskich.

#### Sznury obozowe
Niekiedy uzupełnieniem sznurów oznaczających funkcje śródroczne jest stosowanie sznurów dla funkcji obozowych. Były one przewidywane przez przedwojenne regulaminy mundurowe, celem odróżnienia funkcji stałych od obozowych. Stosowane są do dzisiaj na obozach organizowanych przez środowiska, które w prostej linii pochodzą ze środowisk przedwojennych, mimo iż współcześnie nie są przewidywane przez regulaminy prawie żadnej organizacji harcerskiej. Obecnie zachowały się tylko w Regulaminie Mundurowym Organizacji Harcerzy z ZHP poza Granicami Kraju.

#### Problemy z interpretacją
Sznury funkcyjne służą po to, by jednoznacznie sygnalizować funkcje pełnione przez członka, który je nosi. I choć opisy sznurów odpowiadających konkretnym funkcjom są jasno sformułowane, to niekiedy występują problemy ze zinterpretowaniem rodzaju sznura. Najlepszym przykładem może być kolizja sznurów srebrnych i szarych. Kolory te mają zupełnie inne znaczenie, ale mogą być nierozróżnialne. Wynika to z ich podobieństwa – osoba z zewnątrz prawdopodobnie nie rozróżniłaby ich wcale.
Co więcej, sznury produkowane przez różne składnice (nie mówiąc już o plecionych ręcznie) różnie wyglądają, przez co sznury noszone przez członków jednych środowisk bądź organizacji mogą być trudne do sprecyzowania dla innych. Dla przykładu, gros organizacji używa tylko sznury zielone, tymczasem w „LS-Drzewo Pokoju” wyróżnia się sznury jasnozielone i ciemnozielone.

#### Wiele funkcji – wiele sznurów
Niekiedy zdarza się, że członek ma wiele funkcji, z których każda wymaga noszenia innego sznura. W takich sytuacjach można postąpić w dwojaki sposób:
- Nosić sznur wybranej funkcji, tej, z którą jest się najbardziej utożsamionym i którą najaktywniej się wypełnia, bądź po prostu tą, którą najbardziej się lubi.
- Zmieniać sznury w zależności od sytuacji, czy nosić sznur tej funkcji, którą w danej chwili się reprezentuje.

Najczęściej metodę postępowania dyktuje środowisko lub organizacja (np. w ZHR należy nosić sznur funkcji najwyższej rangi). Powszechnie zabronione jest noszenie więcej niż jednego sznura naraz. Naramiennik z lewej strony (na którym nosi się sznur) musi odpowiadać jednostce, której przydział służbowy reprezentuje sznur.

## Sznur jako oznaka funkcji
Systemy powiązań sznurów z funkcjami jest odmienny w każdej organizacji. Co prawda, istnieją pewne zbieżności, wynikające ze wspólnej historii, jednak nie zmienia to faktu, iż pomysłów konkretyzacji tych ogólnych założeń jest tak dużo, jak dużo jest organizacji. Reguły są zawarte najczęściej w regulaminie mundurowym lub statucie organizacji.

### Zasady ogólne
We wszystkich organizacjach harcerskich stosuje się pewne ogólnie przyjęte oznaki podstawowych funkcji. Najważniejsza z nich jest zasada, że sznury sygnalizujące funkcję w drużynie noszone są spod ramienia, i mają kolory takie jak:
- Brązowy – zastępowy
- Zielony – przyboczny
- Granatowy – drużynowy

Jedyne znane złamanie tego systemu to nadawanie w niektórych organizacjach błękitnych sznurów dla drużynowych gromad zuchowych oraz czerwonych dla drużynowych drużyn wędrowników. 

### Związek Harcerstwa Polskiego
W ZHP reguły nadawania sznurów funkcyjnych są bardzo rozwinięte, a rozbudowany system suwaków i możliwość zastępowania sznurów sekwencjami suwaków daje ogromne ilości kombinacji. Mimo to, ze względów estetycznych, najbardziej pożądane jest noszenie sznurów symbolizujących jedną, maksymalnie dwie funkcje naraz.
Aktualnie używany system regulowany jest przez Regulamin mundurowy z dnia 15 listopada 2005, wraz z późniejszymi jego zmianami.

#### Kolorystyka sznurów
Kolory sznurów/suwaków odpowiadają charakterowi jednostek, jakich dotyczą. Barwy używane w ZHP to:
- Skórzany – władze naczelne
- Złoty – chorągwie
- Srebrny – hufce
- •Granatowo–srebrny – związki drużyn
- •Granatowo–biały – kręgi akademickie, instruktorskie, seniorów i starszyzny
- Granatowy – szczep
- Zielony – drużyna
- Brązowy – zastęp
- Czerwony – klub specjalnościowy

Istnieją też kolory specjalne, takie jak:
- Biały – komisje rewizyjne, tylko suwaki
- Fioletowy – sznur oznacza kapelana, a suwaki – Sądy Harcerskie
- Szary – nośnik dla  suwaka w przypadku funkcyjnego

#### Sposób oznaczania funkcji
Funkcje w danym rodzaju jednostki oznaczane są przez sznury i suwaki w odpowiadającym mu kolorze według schematu:
- Z szyi
  - Z trzema suwakami – przewodniczący rady
  - Z dwoma suwakami – wiceprzewodniczący rady
- Poczwórnie pleciony – szef
- Z ramienia z dwoma suwakami (węzłami) – zastępca szefa, skarbnik
- Spod ramienia z dwoma węzłami (suwakami) – członek komendy
- Spod ramienia z jednym węzłem – szef zespołu instruktorskiego
- Suwak – członek zespołu instruktorskiego, funkcyjny

Członkowie zespołów instruktorskich mogą zamiast sznura z suwakiem lub węzłem nosić sam suwak na sznurze pełnionej funkcji podstawowej.
Na przykład:
- Poczwórnie pleciony srebrny – komendant hufca
- Brązowy suwak – funkcyjny zastępu
- Granatowy z ramienia z dwoma suwakami (węzłami) – zastępca komendanta szczepu

#### Komisje rewizyjne i Sądy Harcerskie
Funkcje w tych urzędach oznacza się poprzez suwaki:
- Przewodniczący – trzy suwaki w kolorze władzy na sznurze spod ramienia w kolorze poziomu władzy.
- Zastępca przewodniczącego – dwa suwaki w kolorze władzy na sznurze spod ramienia w kolorze poziomu lub sznur funkcji podstawowej z dwoma suwakami w kolorze władzy i jednym w kolorze poziomu.
- Członek – sznur funkcji podstawowej z jednym suwakiem w kolorze władzy i jednym w kolorze poziomu.

Kolory władz to:
- Biały – Komisja Rewizyjna
- Fioletowy – Sąd Harcerski

Na przykład:
- Srebrny sznur z dwoma fioletowymi suwakami – zastępca przewodniczącego hufcowego sądu harcerskiego.
- Granatowy z ramienia z dwoma granatowymi, jednym skórzanym i jednym białym suwakiem – członek Centralnej Komisji Rewizyjnej będący jednocześnie zastępcą komendanta szczepu (kombinacje takie w praktyce spotykane są sporadycznie).

#### Wyjątki
- Obowiązują tradycyjne oznaki funkcji w drużynie
- Kapelani noszą fioletowe sznury spod ramienia spięte suwakiem w kolorze jednostki, jakiej patronują
- Przewodniczący kręgu starszyzny, seniorów lub instruktorów nosi sznur granatowo–biały spod ramienia

### Związek Harcerstwa Rzeczypospolitej
ZHR stosuje system sznurów mający więcej wyjątków, mających na celu upraktycznienie systemu. Nie nadaje się on też zazwyczaj do oznaczania wielu funkcji naraz.

#### Kolory i rodzaje
W ZHR stosuje się ogólnie następujące barwy sznurów i suwaków:
- Biały skórzany – władze naczelne
- Biały gładki – okręgi i obwody
- Skórzany – Główne Kwatery
- Złoty – chorągwie
- Srebrny – hufce
- Granatowy – szczepy, jednostki podstawowe
- Zielony – jednostki podstawowe
- Brązowy – zastępy

A także
- Fioletowy – kapelani

#### Standardowy sposób oznaczania
Sznur noszony:
- Z ramienia – komendant, naczelnik, przewodniczący
- Spod ramienia – zastępca
- Z szyi – członek
- Suwak – współpracownicy Głównych Kwater (skórzany) lub generał zuchowy (błękitny)

Modelu tego używa się w jednostkach takich jak:
- Naczelnictwo (sznury białe skórzane)
- Główna Kwatera (sznury brązowe skórzane)
- Chorągiew (sznury złote)
- Hufiec (sznury srebrne)
- Sąd Harcerski (sznury białe skórzane, z zielonym suwakiem)
- Zarząd Okręgu (sznury białe gładkie)

#### Wyjątki
- Tradycyjne oznaki funkcji w drużynie
- Kapelani:
  - Kapelan Naczelny Związku – sznur fioletowy z ramienia
  - Kapelan Organizacji Harcerzy/Harcerek, Okręgu, Chorągwi, Hufca – sznur fioletowy spod ramienia z suwakiem w odpowiednim kolorze
  - Krajowy Referent ds. Harcerskich kręgów Kleryckich – sznur fioletowy z czarnym suwakiem spod ramienia
  - Inni kapelani – sznur fioletowy spod ramienia (bez suwaków).
- Krąg Harcerstwa Starszego
  - Prowadzący – granatowy ze srebrnym suwakiem spod ramienia
  - Wiceprowadzący – granatowy ze srebrnym suwakiem spod kołnierza
- Szczepowy – granatowy sznur noszony z ramienia

### NKIH Leśna Szkółka
Ze względu na małą liczebność i lokalny charakter organizacji, jej system jest prostszy od organizacji ogólnopolskich. Charakteryzuje go wiązanie dwóch rodzajów węzłów (beczek i prostych), a także węzły w kolorach innych niż reszta sznura (zamiast suwaków). Stosowane są tradycyjne oznaki funkcji w drużynach.
- Podzastępowy – szary sznur spod ramienia z brązową beczką
- Zastępowy – brązowy sznur spod ramienia z brązową beczką
- Podzastępowy w samodzielnym zastępie – brązowy sznur spod ramienia z zieloną beczką
- Zastępowy samodzielnego zastępu – brązowy sznur spod ramienia z granatową beczką
- Członek filii Kręgu – granatowy sznur z ramienia z dodatkowym węzłem pojedynczym
- Instruktor filii Kręgu (niebędący członkiem) – granatowy sznur spod ramienia z dodatkowym węzłem pojedynczym
- Członek Komendy Kręgu (w tym Komendant Kręgu) – granatowy sznur z ramienia z dwoma dodatkowymi węzłami pojedynczymi
- Instruktor Komendy Kręgu (nie będący członkiem) – granatowy sznur spod ramienia z dwoma dodatkowymi węzłami pojedynczym
- Członek Komisji Rewizyjnej Kręgu – granatowy sznur z szyi

### Krąg Harcerski „Drzewo Pokoju”
System w „Drzewie Pokoju” oprócz kolorów sznurów wykorzystuje kolory upinających je węzłów beczkowych. Funkcje są oznaczane przez pary sznur-węzeł. Specyficzne jest też oznaczanie jaśniejszymi odcieniami instruktorów z kadr gromad zuchowych. W Kręgu Harcerskim "Drzewo Pokoju" nie ma zwyczaju noszenia sznura szeregowego (szary z szarym węzłem beczkowym).
     Szary
     Brązowy
     Jasnozielony
     Niebieski
     Zielony
     Granatowy
     Fioletowy
     Biały
| Sznur | Suwak | Funkcja                               |
| ----- | ----- | ------------------------------------- |
|       |       | Podzastępowy                          |
|       |       | Zastępowy                             |
|       |       | Zastępca wodza gromady zuchowej       |
|       |       | Wódz gromady zuchowej                 |
|       |       | Przyboczny                            |
|       |       | Drużynowy                             |
|       |       | Komendant związku drużyn (środowiska) |
|       |       | Kapelan harcerski                     |
|       |       | Główny kapelan kręgu                  |
|       |       | Członek Komisji Rewizyjnej            |
|       |       | Przewodniczący Komisji Rewizyjnej     |
|       |       | Członek Rady Kręgu                    |
|       |       | Z-ca Komendanta Kręgu                 |
|       |       | Komendant Kręgu                       |

Wytłuszczono funkcje oznaczane sznurem noszonym z ramienia, pozostałe są oznaczane sznurami noszonymi spod ramienia. Szarego sznura nie noszą harcerze starsi.

### Stowarzyszenie Harcerskie
System tej organizacji nie wykształcił jednolitego modelu oznaczania dla wszystkich rodzajów jednostek. Jego główne cechy to:
- Stosowanie tradycyjnych oznak funkcji w drużynie (+ szary sznur dla szeregowego)
- Sznur noszony z ramienia przez komendantów szczepów, hufców i naczelnika
- Noszenie przez członków danych jednostek suwaków w kolorze odpowiadającym typowi jednostki

Poszczególnym jednostkom odpowiadają sznury i suwaki:
- Granatowe – szczepy
- Srebrne – komendy hufców
- Skórzane – naczelnictwo
- Czarne – zarząd SH

A do tego same suwaki:
- Białe – komisje rewizyjne (hufców i SH)
- Fioletowe – Sąd Harcerski

#### Noszenie suwaków
Suwaki powinno nosić się na sznurach funkcji pełnionych w drużynie. Jeżeli jednak nie pełni się żadnej funkcji, którą można by oznaczyć samym sznurem, to suwaki nosi się na sznurach w kolorach jednostek, których dotyczą suwaki, np.
- Instruktor komendy hufca będący jednocześnie drużynowym nosi srebrny suwak na granatowym sznurze
- Instruktor komendy hufca niemający innej funkcji będzie swój srebrny suwak nosił na srebrnym sznurze

#### Oznaki funkcji
| Kolor/Sznur | Spod ramienia            | Z ramienia        | 1 suwak                    | 2 suwaki                    | 3 suwaki                          |
| ----------- | ------------------------ | ----------------- | -------------------------- | --------------------------- | --------------------------------- |
| Granatowy   | Drużynowy                | Komendant szczepu | Instruktor komendy szczepu | Zastępca komendanta szczepu | —                                 |
| Srebrny     | Instruktor komendy hufca | Komendant hufca   | —                          | Zastępca komendanta hufca   | —                                 |
| Skórzany    | —                        | Naczelnik SH      | Instruktor naczelnictwa    | —                           | —                                 |
| Czarny      | Instruktor Zarządu SH    | —                 | —                          | —                           | Członek Zarządu SH                |
| Biały 1     | —                        | —                 | Członek Komisji Rewizyjnej | —                           | Przewodniczący Komisji Rewizyjnej |
| Fioletowy 2 | —                        | —                 | Członek Sądu Harcerskiego  | —                           | —                                 |

1Suwaki obowiązkowo nosi się na srebrnym (KR hufca) lub czarnym (KR SH) sznurze

2Suwak obowiązkowo nosi się na czarnym sznurze

### Harcerski Ruch Ochrony Środowiska
Sznury funkcyjne są w tej organizacji jednym z dwóch (obok plakietek miejsca w ruchu) sposobów oznaczania funkcji. System jest bardzo prosty, składa się bowiem trzech rodzajów sznurów (wszystkie noszone z szyi). Oznaki funkcji w HROŚ
- Mały wódz, zastępowy – brązowy
- Wódz, drużynowy – granatowy
- Członek Rady Ruchu – fioletowy

Nie stosuje się tradycyjnych oznak funkcji w drużynie.

### Organizacja Harcerska „Rodło”
Ze względu na małą liczebność, system sznurów jest prosty i czytelny. W drużynach stosuje się tradycyjne oznaki, sznury nosi się spod ramienia. Z kolei członkowie władz noszą sznury w barwach zarezerwowanych dla odpowiedniego organu – szefowie z ramienia, pozostali spod ramienia. Jeżeli członek pełni zarówno funkcję we władzach jak i w drużynie, używa oznak funkcji we władzach.
| Sznury w drużynach: - Szeregowy – sznur szary - Podzastępowy – sznur szary z brązowym suwakiem - Zastępowy – sznur brązowy - Przyboczny – sznur zielony - Drużynowy – sznur granatowy - Przewodniczący kręgu instruktorskiego – sznur biało-bordowy (obecnie nie używany) | Sznury władz: - Komenda OHR – sznury czarne - Rada Naczelna OHR – sznury bordowe - Komisja Rewizyjna OHR – sznury pomarańczowe - Namiestnik – sznur czerwony spod ramienia - Komendant szczepu – sznur granatowy z ramienia (obecnie nie używany) |

Powyższy system obowiązuje od 16 kwietnia 2011.

#### Wcześniejsze systemy
Zanim uchwalono Regulamin, w drużynach stosowano oznaki tożsame z tymi w ZHP. Członkowie komendy używali umownie sznurów barwy złotej – Komendant OHR z ramienia, pozostali członkowie spod ramienia. Podobnych złotych sznurów używały jednak komendy chorągwi ZHP.
System sznurów został po raz pierwszy unormowany w Regulaminie Mundurów, Odznak i Oznak…, uchwalonym przez Radę Drużynowych i Przybocznych w 1999 roku. Oznaki w drużynach pozostały bez zmian, przydzielono za to nowe oznaki dla członków władz. Komenda OHR otrzymała sznury czarne. System ten był krytykowany ze względu na swą niejednoznaczność i skomplikowanie, dlatego w 2011 został uproszczony przez Radę Naczelną:
| Funkcja                                                        | Do 1999       | 1999–2011                    | Od 2011       |
| -------------------------------------------------------------- | ------------- | ---------------------------- | ------------- |
| Komendant OHR                                                  | Z ramienia    | Z ramienia + 2 białe suwaki1 | Z ramienia    |
| Zastępca Komendanta OHR                                        | Spod ramienia | Z ramienia + 1 biały suwak1  | Spod ramienia |
| Członek Komendy OHR                                            | Spod ramienia | Spod ramienia                | Spod ramienia |
| Przewodniczący Rady Naczelnej /Rady Drużynowych i Przybocznych | Brak          | Z ramienia + 2 czarne suwaki | Z ramienia    |
| Członek RN/RDiP                                                | Brak          | Brak                         | Spod ramienia |
| Przewodniczący Komisji Rewizyjnej                              | Brak          | Z ramienia                   | Z ramienia    |
| Członek Komisji Rewizyjnej                                     | Brak          | Suwak                        | Spod ramienia |
| Namiestnik                                                     | Brak          | Spod ramienia                | Spod ramienia |